# Clemmys guttata
La testuggine palustre punteggiata (Clemmys guttata (Schneider, 1792)) è una tartaruga palustre americana della famiglia degli Emididi. È l'unica specie del genere Clemmys Ritgen, 1828.

## Etimologia
Il nome generico Clemmys è una latinizzazione del greco antico κλεμμύς ‑ύος (clemmýs ‑ýos, «testuggine, tartaruga»), usato ad esempio da Antonino Liberale nella favola XXXII delle sue Metamorfosi, dedicata alla principessa Driope.
Il nome specifico guttata è invece un aggettivo latino che significa «screziata, maculata, chiazzata» e allude chiaramente alle macchioline gialle tondeggianti che adornano il carapace e la pelle di queste tartarughe.

## Distribuzione e habitat
Questa specie di tartaruga è presente soprattutto nell'America del Nord e Canada, in regioni come Québec, Illinois, Indiana, Georgia e Connecticut. I suoi habitat sono paludi e foreste di conifere temperate.